# 锡唑
錫唑是一種有机锡化合物，化学式為(CH)4SnH2。它屬於金属唑，即是有杂原子的不飽和五元環。它是吡咯的结构类似物，其中的氮被锡取代。已合成的有取代基衍生物也稱作錫唑。
1λ2-錫唑的化學式為C4H4Sn，其中氧化態為+2的錫原子上沒有氫。

## 例子
1,1-二丁基錫唑是一個淡黃色油。它可以從1,4-二鋰-1,3-丁二烯和二丁基二氯化錫製備。

## 反應
例如，1,1-二甲基-2,3,4,5-四苯基-1H-錫唑可以由1,4-二鋰-1,2,3,4-四苯基-1,3-丁二烯和二丁基二氯化錫反應形成而來。 
1,1-二取代基錫唑可以由兩個乙炔分子和一個有机锡分子SnR2進行[2+2+1]环加成反应形成而來。